# Obereichhofen
Obereichhofen ist ein Gemeindeteil der oberbayerischen Gemeinde Aßling im Landkreis Ebersberg.

## Lage
Das Dorf liegt vier Kilometer nordwestlich des Kernortes Aßling. Unweit westlich fließt die Moosach. 

## Sehenswürdigkeiten

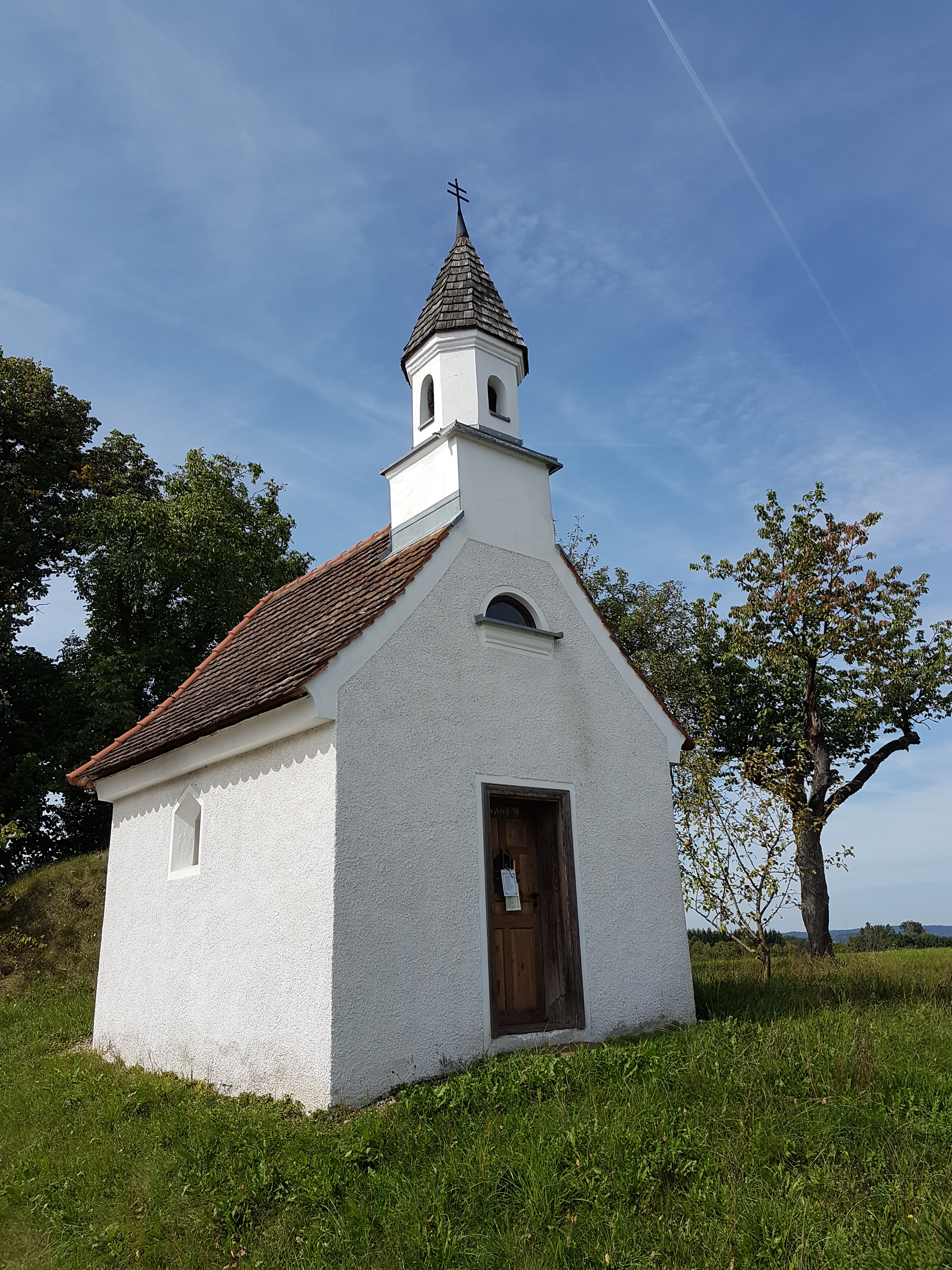
Votivkapelle

In der Liste der Baudenkmäler in Aßling sind für Obereichhofen vier Baudenkmäler aufgeführt:
- Die ehemalige Votivkapelle in Obereichhofen ist ein kleiner Putzbau mit dreiseitigem Schluss und massivem Fassadenreiter. Sie wurde Mitte des 19. Jahrhunderts erbaut.
- Der Wirtschaftsteil des ehemaligen Einfirsthofes (Obereichhofen 6), bezeichnet „1742“, ist ein teilweise verputzter Massivbau mit sehr frühem Bundwerk und flachem Satteldach.
- Das Bundwerk am Wirtschaftsteil des ehemaligen Bauernhofs (Obereichhofen 9) aus der Zeit um 1830/50 ist dreizonig.
- Der ehemalige Bauernhof (Obereichhofen 11), eine zweigeschossige Einfirstanlage mit Bundwerk, flachem Satteldach und verputztem Wohnteil, stammt aus dem ersten Viertel des 19. Jahrhunderts.